# Corpuscolo di Malpighi

La struttura del corpuscolo renale che comprende:
il tubulo prossimale, il tubulo contorto distale, l'apparato juxtaglomerulare, il membrana basale, lo strato viscerale e parientale della capsula, pedicelli (podociti), podociti, mesangium - (cellule Intraglomerulari e extraglomerulari), cellule granulari (cellule juxtaglomerulari), macula densa, miociti (muscolatura liscia), l'arteriola afferente, glomerulo Capillari e l'arteriola efferente

Il corpuscolo renale, o corpuscolo di Malpighi (dal nome del medico italiano Marcello Malpighi), è l'unità base preposta alla filtrazione del plasma in urina, costituita da corpi sferoidali di ridottissime dimensioni che si ritrovano all'interno della corteccia del rene.
Nell'umano, per ogni rene, sono presenti circa un milione di glomeruli, che lavorano in contemporanea filtrando circa 1500 litri di sangue producendo circa 180 litri di preurina al giorno, di cui solo l'1% viene eliminato come urina, circa 1 litro.

## Composizione
Ciascun corpuscolo renale è composto da due elementi principali:
- la capsula di Bowman: è una formazione sferica in cui si distinguono due poli: il polo arterioso o vascolare, che è il punto della capsula attraverso il quale entra l'arteriola glomerulare afferente ed esce l'arteriola glomerulare efferente, e il polo urinifero, che è, invece, il punto in cui inizia il tubulo renale. La capsula di Bowman è costituita da due foglietti: quello più esterno è formato da un epitelio pavimentoso semplice che a livello del polo arterioso si riflette sui singoli capillari del glomerulo a costituire il foglietto viscerale. Le cellule di quest'ultimo, chiamate podociti, si specializzano cambiando forma e funzione. Sono cellule dotate di prolungamenti che terminano sulla parete dei capillari glomerulari con sottili digitazioni dette pedicelli.
- il glomerulo renale: l'insieme dei capillari che collegano l'arteriola afferente a quella efferente, avvolti a gomitolo.